# Автошлях Т 2526
Автошля́х Т 2526 — автомобільний шлях територіального значення у Чернігівській області. Пролягає територією колишніх Бобровицького, Носівського та Ніжинського районів між селом Новою Басанню і містом Ніжином через міста Бобровиця і Носівка та прилеглі села. Загальна довжина — 71,9 км.

## Маршрут
Автошлях проходить через такі населені пункти:
| Автошлях Т 2526      |              |
| Чернігівська область |              |
| Ніжинський район     |              |
| Ніжин                | Р67Т 2514    |
| Кропивне             |              |
| Носівський район     |              |
| Володькова Дівиця    |              |
| Дослідне             |              |
| Ставок               |              |
| Носівка              | Т 2513Т 2525 |
| Підгайне             |              |
| Бобровицький район   |              |
| Кобижча              |              |
| Бобровиця            | Т 2527Т 2528 |
| Молодіжне            |              |
| Озеряни              |              |
| Щаснівка             |              |
| Осовець              |              |
| Бригинці             |              |
| Нова Басань          | Н07          |